# 金王坂

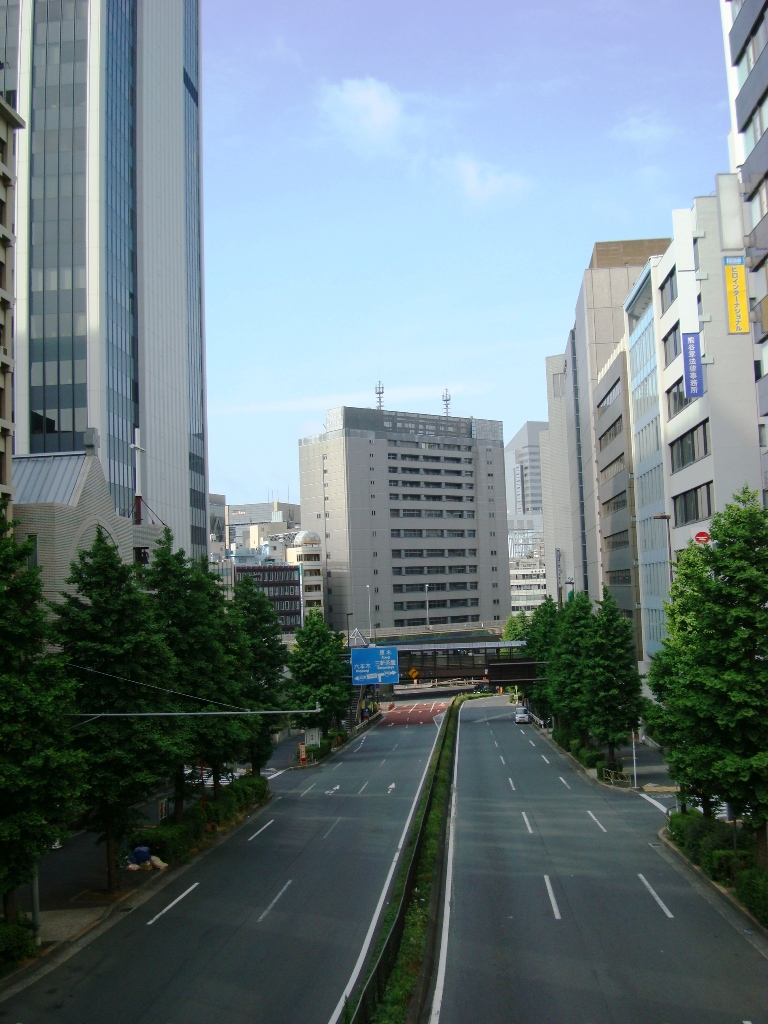
金王坂（坂下方面）

金王坂（こんのうざか）は、東京・渋谷にある坂。現在は青山通り（国道246号）となっており、青山通りと六本木通りの分岐点から宮益坂上交差点に至るおよそ200mの区間が相当する。1979年（昭和54年）、区画整理に伴う町名変更により旧地名「金王町」が消滅した際、周辺自治会が命名した。
金王坂は頂上で宮益坂の頂上と一致する。坂に沿って、渋谷クロスタワーがあるほか、近くには渋谷城跡である金王八幡宮がある。

## 地名の由来
明治大正昭和と波乱万丈の過程を経て市区改正町名変更に伴い先輩諸氏の築かれた幾多の功績をたたえ由緒ある金王の地名を保存しここに金王坂と命名する。昭和54年5月（道標より引用）